# Phoperigea variegata
Phoperigea variegata là một loài bướm đêm trong họ Noctuidae.